# 党承志
党承志（1486年—1558年），字汝孝，號牧川，山西太原府忻州人，軍籍，明朝政治人物。

## 生平
正德五年（1510年）庚午科山西鄉試第六十名舉人，六年（1511年）聯捷辛未科進士。授保定府推官，擢刑部主事，調吏部驗封司主事，升稽勳司員外郎，嘉靖元年（1522年）預修武宗實錄，升驗封司郎中，調考功司郎中，再調文選司郎中，三年（1524年）在大禮議中參與左順門哭諫，五年（1526年）四月升通政使司右通政、提督武職錄黃，因諫言罷官。卒年七十三。

## 遺跡
忻州城原有「父子濟美」、「兄弟聯芳」坊，為党茂、党盛、党承志、党承賜立。「國志坊」、「進士坊」，俱為党承志立。

## 著作
著有《改增學門射圃》、《明道堂記》等。

## 墓葬
党承志墓在忻州九原崗。

## 家族
曾祖党庠，州同知；祖父党永齡，壽官；父党茂，知縣。母漫氏。具慶下。